# Barbus serra
Barbus serra és una espècie de peix cipriniforme de la família dels ciprínids.

## Morfologia
Els mascles poden assolir els 50 cm de longitud total.

## Distribució geogràfica
Es troba a l'oest de la província del Cap (Sud-àfrica).